# HMS Queen Mary
La HMS Queen Mary fu un incrociatore da battaglia della Royal Navy classe Lion armato con otto cannoni da 343 mm, un dislocamento di 27.200 tonnellate ed una velocità di 28 nodi (52 km/h). Differiva leggermente dalle sue navi sorelle per le ciminiere tonde invece che ovali e per il fatto di montare tutti i suoi cannoni da 102 mm sullo stesso ponte.

## Servizio
Entrò in servizio come parte del 1st Battlecruiser Squadron ("1º squadrone incrociatori da battaglia"). Il 28 agosto 1914 prese parte alla battaglia di Helgoland. Essendo in porto per lavori di raddobbo non partecipò alla battaglia di Dogger Bank. Al completamento dei lavori si riunì nuovamente al 1st Battlecruiser Squadron.

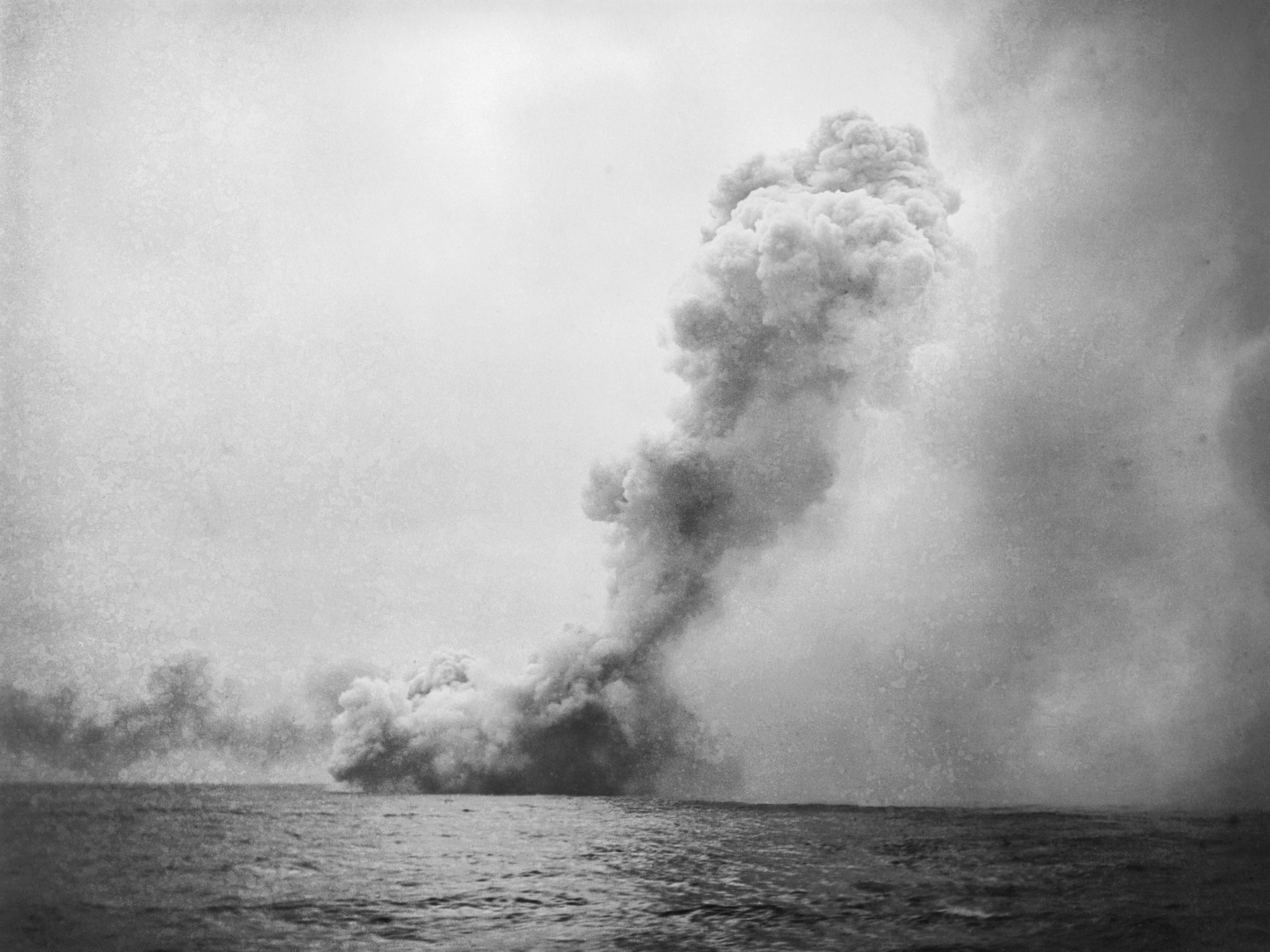
Esplosione della Queen Mary

Partecipò alla battaglia dello Jutland del 31 maggio 1916 al comando del capitano Cecil Irby Prowse. Sparò circa 150 colpi con i cannoni principali contro il Seydlitz, colpendolo quattro volte, ma venne a sua volta centrata dal fuoco di risposta del Seydlitz. La Queen Mary venne prima colpita sopra al cannone di destra della torre 'Q' che venne messo fuori servizio, mentre quello di sinistra continuò a sparare. Poco dopo un altro proiettile da 305 mm la colpì verso prua vicino alle torri 'A' e 'B' ed un altro colpì la torre 'Q'. Il magazzino di prua esplose, la nave si inclinò a sinistra e squassata da ulteriori esplosioni iniziò ad affondare. Solo venti marinai dei 1.275 di equipaggio si salvarono (due sopravvissuti furono raccolti da navi tedesche). Moritz von Egidy, capitano della Seydlitz, scrisse:
(Moritz von Egidy)
Da non confondere con il transatlantico RMS Queen Mary, sebbene entrambe siano state battezzate in onore di Mary di Teck.